# Gobiosoma paradoxum
Gobiosoma paradoxum es una especie de peces de la familia de los Gobiidae en el orden de los Perciformes.

## Distribución geográfica
Se encuentra desde Guaymas (México) hasta Guayaquil (Ecuador). También está presente en la costa norte del Perú.

## Observaciones
Es inofensivo para los humanos.